# اورووادا (نوادا)
اورووادا، نوادا (به انگلیسی: Orovada, Nevada) یک سکونتگاه مسکونی در ایالات متحده آمریکا است که در شهرستان هامبولت، نوادا واقع شده‌است.

## خصوصیات
اورووادا ۱۱۷٫۳ کیلومترمربع مساحت و ۱۵۵ نفر جمعیت دارد.